# Ravachol

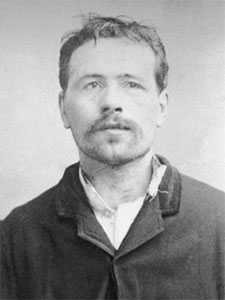
Ravachol, 1892, politiefoto

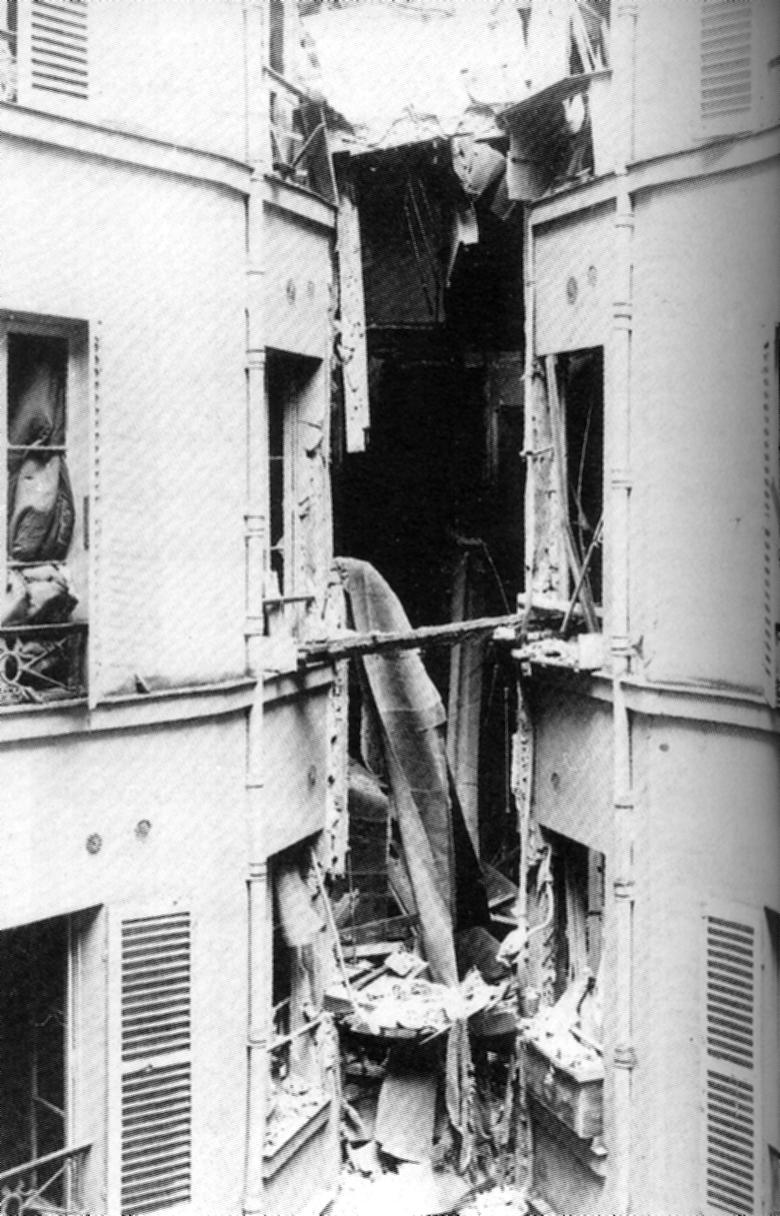
Huis van rechter Bûlot na de aanslag

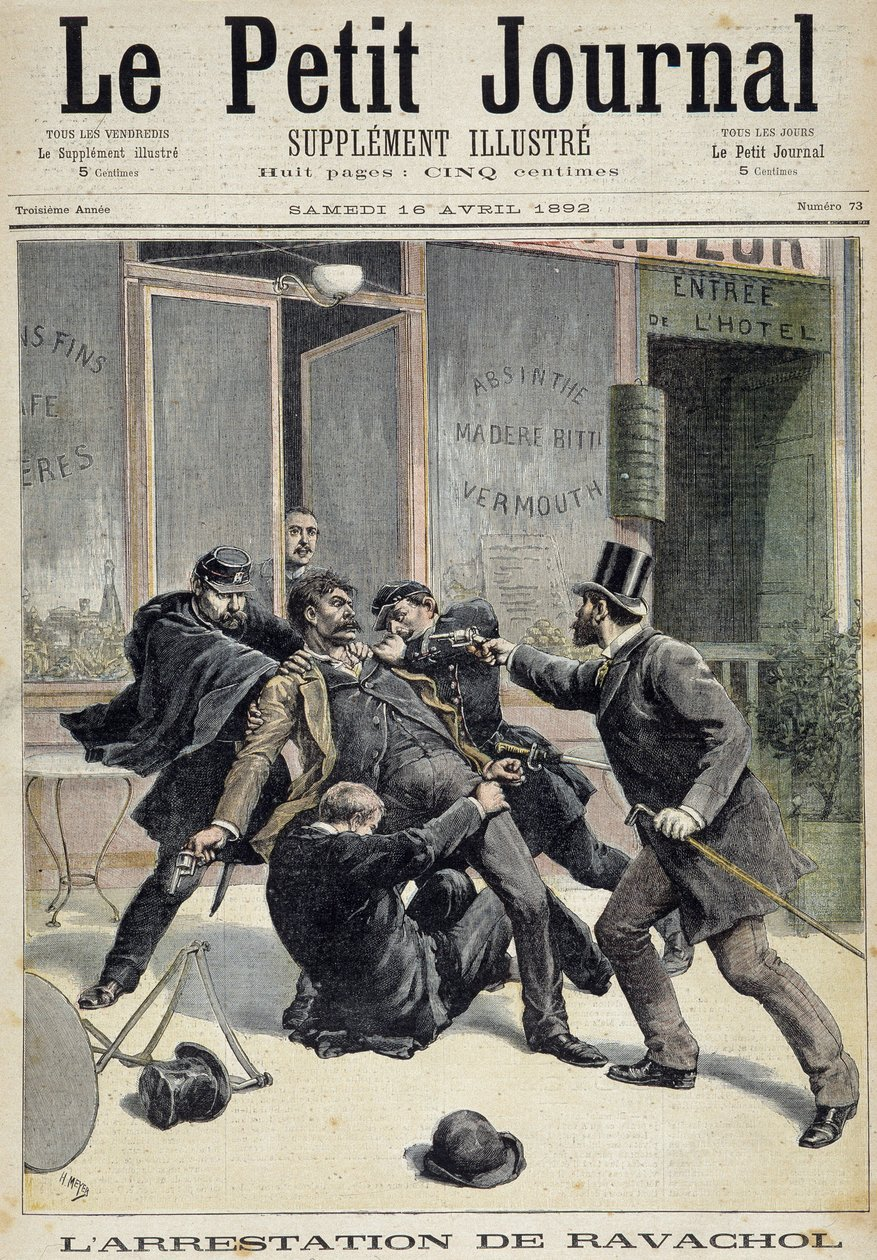
Ravachols arrestatie voor Maison Véry

Ravachol (pseudoniem voor François Claudius Koënigstein; Saint-Chamond, 14 oktober 1859 – Montbrison,  11 juli 1892) was een Frans anarchist.

## Leven

### Jonge jaren
Ravachol werd geboren als zoon van een Nederlandse arbeider uit Heerlerheide, Jean Adam Koënigstein, en de Franse Marie Ravachol. Van kindsbeen af werd hij al geconfronteerd met armoede en sociaal onrecht. Zijn vader verliet het gezin en zijn moeder bleef achter met vier kleine kinderen. Hij begon al op zijn twaalfde met werken, en werd al snel overtuigd atheïst, socialist en later anarchist. Ook kwam hij al op jonge leeftijd in aanraking met de politie vanwege crimineel gedrag. Een aantijging van moord kon niet worden bewezen, maar hij werd niettemin in 1891 veroordeeld vanwege grafschennis, diefstal, valsemunterij en smokkelarij. Begin 1892 wist hij echter te ontsnappen.

### Bomaanslagen
Toen begin 1892 ook een hele serie bomaanslagen plaatsvond in Parijs (waarvan die op de rechter die een aantal anarchisten had veroordeeld vanwege betrokkenheid bij een bloedbad tijdens de demonstratie op 1 mei 1892 in Clichy het meest spraakmakend was), werd via een infiltrant in anarchistische kringen snel duidelijk dat Ravachol de dader moest zijn. Er volgde een uitgebreide opsporingsactie en uiteindelijk werd hij op aangeven van een bediende van café-restaurant ‘Maison Véry’ opgepakt (waarna het café ook zelf doelwit werd van een bomaanslag).

### Eerste proces
Tijdens de op de arrestatie volgende verhoren van Ravachol en later tijdens diens proces, toonde hij zich een groot redenaar en gaf uitgebreide ‘colleges’ over sociale misstanden en anarchisme. Hij verdedigde zich tijdens zijn proces op geen enkele wijze, maar legde vooral uit waarom hij tot zijn daden was gekomen. “Het doel dat ik heb willen bereiken met mijn terreurdaden is de huidige maatschappij de ogen te openen voor het lijden van velen in de maatschappij”, betoogde hij. Tegen de algemene verwachting in bleek de rechter gevoelig voor Ravachols pleidooi (of misschien was hij wel bang zelf slachtoffer te worden van een aanslag) en veroordeelde hem vanwege ‘verzachtende omstandigheden’ niet ter dood maar tot dwangarbeid.

### Tweede proces en terechtstelling
Na dit vonnis was de zaak Ravachol echter nog niet gesloten. Omdat hij eerder uit de gevangenis was ontsnapt, werd zijn oude zaak heropend en moest hij opnieuw voor de rechter verschijnen, nu vanwege grafschennis, diefstal en opnieuw vanwege de eerder niet bewezen geachte moord. Tijdens dit tweede proces probeerde hij het op dezelfde wijze als tijdens het eerste proces: opnieuw kwam hij met vurige betogen waarin hij de reden van zijn daden uitlegde. Zo stelde hij met betrekking tot de moord op de rijke 93-jarige Jacques Brunel die 'de kluizenaar' werd genoemd (en die hij nu toegaf) dat hij zo “geld dat nutteloos was geworden weer in roulatie bracht”, en met betrekking tot een grafschennis dat je “geen doden met juwelen begraaft als er kinderen zijn die van honger omkomen”. Dit keer echter toonde de rechter geen clementie en veroordeelde hem tot de guillotine. Op 11 juli 1892 werd hij terechtgesteld. Ravachol had gehoopt nog een laatste proclamatie te kunnen doen, maar dat werd hem niet vergund. Terwijl de bijl viel riep hij nog “Leve de re…”. Het politierapport vermeldt dat hij nog “Leve de republiek” had willen roepen, maar waarschijnlijker is dat dit “Leve de revolutie” zal zijn geweest.

### Nasleep
De zaak Ravachol werd breed uitgemeten in de pers (niet alleen in Frankrijk maar ook internationaal), volgens historicus George Blond mede omdat zijn naam “als een dolksteek boorde in het onderbewustzijn van de door de vele explosies toch al opgewonden Parijse bevolking”. In de jaren tussen begin 1892 en medio 1894 vonden in Parijs tientallen anarchistische aanslagen plaats. Voor de meest spraakmakende aanslagen, zie ook:
- Auguste Vaillant
- Emile Henry
- Sante Geronimo Caserio

## Trivia
- Kort na Ravachols terechtstelling werd het lied ‘La Ravachole’ (op de wijs van ‘La carmagnole’) tot een soort lijflied van de anarchisten. De beginregels luiden: “Dansons la Ravachole. Vive le son d’l’explosion”.
- "Ravachol" is de bijnaam van de Franse stoomlocomotieven type 2-220 TA NORD, zo genoemd omdat ze in de periode van de processen in dienst genomen werden (reden tot 1951).